# Neuravensburger Weiher
Der Neuravensburger Weiher ist ein Gewässer im Gebiet der baden-württembergischen Stadt Wangen im Allgäu im Landkreis Ravensburg in Deutschland.

## Lage und Größe
Der um 1200 angelegte Weiher liegt rund 8,6 Kilometer südwestlich der Wangener Stadtmitte, unmittelbar südlich des Stadtteils Neuravensburg auf einer Höhe von 522 m ü. NN. Heute ist der Weiher im Besitz der Stadt Wangen.
Die Oberfläche des Neuravensburger Weihers beträgt 9,8 Hektar, die Länge zwischen 120 und 280 Meter, die Breite 280 Meter. Bei einer durchschnittlichen Tiefe von 1,8 Meter (maximale Tiefe = 4,1 Meter) ergibt sich ein Volumen von rund 178.000 Kubikmetern. Die Uferlänge beträgt ungefähr 1.850 Meter.
Das Einzugsgebiet umfasst eine Fläche von etwa 488 Hektar, davon sind 15 Prozent Wälder und 75 Prozent für die Landwirtschaft genutzte Flächen. Der Weiher wird vom aus dem Südsüdwesten kommenden Moosbach durchflossen, der bald danach in die Obere Argen mündet; diesem mündet darin von rechts und Nordosten der Zipfelgraben zu.
Hauptzuflüsse sind der Moosbach aus Südwesten und der Zipfelgraben aus Nordosten. Entwässert wird der Neuravensburger Weiher über den Wiesenbach in die Obere Argen; er ist somit Teil des Flusssystems Rhein.

## Ökologie
| Jahr                                                       | 1997* | 1998* | 2003 | 2007 | 2008 |
| ---------------------------------------------------------- | ----- | ----- | ---- | ---- | ---- |
| Gesamt PO4-Phosphor (µg/l)                                 | 106   | 154   | 191  | 144  | 151  |
| Chlorophyll a (µg/l)                                       | 31    | 47    | 56   | 51   | 58   |
| Chlorophyll a - Spitze (µg/l)                              | 98    | 99    | 150  | 118  | 141  |
| anorganischer Gesamt-Stickstoff (mg/l)                     | 1,08  | 0,65  | 0,70 | 1,02 | 0,95 |
| Sichttiefe (m)                                             | 1,3   | 1,0   | 1,4  | 0,8  | 1,4  |
| * = ohne Tiefenwasserwerte, sonst Jahresdurchschnittswerte |       |       |      |      |      |

| Jahr                                          | 1997* | 2003* | 2007 |
| --------------------------------------------- | ----- | ----- | ---- |
| Gesamt PO4-Phosphor (µg/l)                    | 301   | 388   | 481  |
| Nitrat-Stickstoff (mg/l)                      | 7,26  | 6,31  | 8,76 |
| anorganischer Gesamt-Stickstoff (mg/l)        | 7,49  | 7,26  | 8,98 |
| * = 1997/2003 drei, 2007 vier Zuläufe erfasst |       |       |      |

Zusammen mit dem Eintrag über die Luft (≈3,8 kg) ergab sich für das Jahr 1997 eine Belastung des Neuravensburger Weihers mit 203 Kilogramm Phosphor.

## Naturschutzgebiet
Der Neuravensburger Weiher liegt im gleichnamigen Naturschutzgebiet (FFH-Gebiet). Es ist als Brut- und Rastplatz für seltene und bedrohte Vogelarten von zum Teil europäischer Bedeutung und Standort seltener oder gefährdeter Pflanzenarten ausgewiesen.

## Fischerei
Fischereipächter des Neuravensburger Weihers ist der Angelverein Neuravensburg. Für den Weiher gibt es Tageskarten zu erwerben.
Der Fischbestand besteht aus Welsen, Hechten, Barschen, Karpfen, Schleien, Rotfedern, Rotaugen und Karauschen.